# 狂言共同社
狂言共同社（きょうげんきょうどうしゃ）は愛知県名古屋市に本拠を置く狂言の同人結社。一般に名古屋狂言共同社とも。

## 概要
1891年（明治24年）6月、和泉流の門弟であった田中正太郎・角淵宣・井上菊次郎・伊勢門水・山本文平・河村鍵三郎・三橋正太郎ら7人によって、狂言の伝統を守ることなどを目的として創立された。
明治維新によって諸藩で召し抱えられていた能楽師・狂言師の多くはその雇を解かれ、またその後の社会の混乱もあって困窮した。能楽・狂言が盛んであった尾張藩でも、廃藩に伴って御役者がその職を失ったが、伝統的に副業を持つ者が多かったことや、関谷守彦や伊藤次郎左衛門、岡谷惣助など江戸時代から続く商家による援助もあって舞台が続けられていた。一方、この時期には名古屋和泉流において藩政時代から名家と呼ばれた山脇藤左衛門家や早川幸八家が跡継ぎの問題から断絶している。
1881年（明治14年）に和泉流宗家の山脇元清が東京に移住するなど、明治10年代後半にはシテ方（主役）のほとんどが流出して名古屋には弟子ばかりが残り、シテ方を東京や大阪から招いて地元からはワキ方や囃子方を出す形で舞台が行なわれることになる。狂言共同社が創立されたのはこのような時代でもあった。
創立時の最大の特徴として、狂言以外の「正業」を持つことを定めたことが挙げられる。また、同人への出演依頼およびその出演料はすべて狂言社に一本化し、維新以降に売却・質入れされるなどして散逸の危機にあった装束や面・伝書・台本・番組などを買い集め、保管・修復することに使われた。この活動によって収集されたものの多くは幸運にしてその後の戦災も免れ、往時の名古屋狂言の重要な資料として残されている。
結社から100年を迎えた1991年（平成3年）には、法政大学能楽研究所から「観世寿夫賞」を贈られた。

## 近年の活動
1959年（昭和34年）から朝日新聞社と『朝日狂言会』を共催。これは1999年（平成11年）まで続けられた。2000年以降は単独で『御洒落名匠狂言会』を催すなど、21世紀を迎えても活発な活動が続いている。